# Wilhelm von Knyphausen
Wilhelm von Innhausen und Knyphausen (Lütetsburg, 4 november 1716 – Kassel, 7 december 1800) was een Duitse militair die de Hessische troepen aanvoerde tijdens de Amerikaanse Onafhankelijkheidsoorlog.

## Biografie
Wilhelm von Knyphausen was de zoon van een Duitse kolonel en hij verkreeg zijn scholing in Berlijn. In 1734 meldde hij zich aan bij het Pruisische leger en vocht aan hun zijde in de Oostenrijkse Successieoorlog. Hij diende als majoor van de grenadiers ten tijde van de Zevenjarige Oorlog en werd in 1760 bevorderd tot kolonel. In 1775 diende hij als luitenant-generaal voor landgraaf Frederik II van Hessen-Kassel.
Als commandant van de Hessische troepen werd hij in 1776 door de Britten ingehuurd om te helpen met het neerslaan van de Amerikaanse Revolutie. In dat jaar vocht hij onder andere mee in het voor de Britten succesvol verlopen Slag bij Fort Washington en een jaar later bij de Slag bij Brandywine. Na het vertrek van Henry Clinton uit New York kreeg hij het bevel over de Britse en Hessische troepen in New York, ondanks dat er diverse militairen waren die hoger in rang waren dan hij. Nadat de oorlog in 1782 ten einde kwam keerde Knyphausen terug naar Europa.